# Septième circonscription des Bouches-du-Rhône
La septième circonscription des Bouches-du-Rhône est l'une des 16 circonscriptions législatives que compte le département français des Bouches-du-Rhône (13), situé en région Provence-Alpes-Côte d'Azur.
Elle est située dans la ville de Marseille, couvrant actuellement ses 15e et 16e arrondissements, ainsi qu'une partie de son 14e arrondissement (« quartiers nord de Marseille »). Elle est représentée à l'Assemblée nationale lors de la XVIIe législature de la Cinquième République par Sébastien Delogu, député de La France insoumise.

## Description géographique et démographique

### De 1958 à 1986
La septième circonscription des Bouches-du-Rhône était composée de :
- le 3e arrondissement de Marseille;
- les bureaux 64 à 76 du 4e arrondissement de Marseille.

### 1986-2012
La septième circonscription des Bouches-du-Rhône est située dans les quartiers nord populaires de la ville de Marseille, et plus précisément dans le tiers central de ces derniers. Circonscription entièrement urbaine, elle regroupe les cantons suivants : 
- Canton de Marseille-Notre-Dame-Limite
- Canton de Marseille-Saint-Barthélemy
- Canton de Marseille-Saint-Just

D'après le recensement général de la population en 2006, la population totale de cette circonscription est estimée à 110 517 habitants.

### Depuis 2012
Depuis le Redécoupage des circonscriptions législatives françaises de 2010, la circonscription comprend :
- la partie du 14e arrondissement située à l'ouest d'une ligne définie par les voies ci-après, à partir de la limite du 3e arrondissement : rue des Frères-Cubbedu, boulevard Paul-Arène, rue de la Carrière, boulevard Kraemer, rue Richard, boulevard Charles-Moretti (« Les Églantines » inclus), traverse des Rosiers (« Les Rosiers » inclus), chemin de Sainte-Marthe, boulevard de la Bougie, boulevard Louis-Villecroze, avenue Claude-Monet, avenue Prosper-Mérimée, avenue Alexandre-Ansaldi, boulevard Anatole-de-la-Forge, chemin de Saint-Joseph à Sainte-Marthe, boulevard Roland-Dorgelès jusqu'à la limite du 15e arrondissement
- le 15e arrondissement
- le 16e arrondissement.

## Historique des députations
| Législature | Début de mandat | Fin de mandat  | Député                | Parti politique | Observations |
| ----------- | --------------- | -------------- | --------------------- | --------------- | --- |
| Ire         | 9 décembre 1958 | 9 octobre 1962 | Paul Cermolacce       | PCF             | Mandat écourté à la suite d'une dissolution parlementaire décidée par Charles de Gaulle.                                                                       |
| IIe         | 6 décembre 1962 | 2 avril 1967   | Paul Cermolacce       | PCF             | |
| IIIe        | 3 avril 1967    | 30 mai 1968    | Paul Cermolacce       | PCF             | Mandat écourté à la suite d'une dissolution parlementaire décidée par Charles de Gaulle.                                                                       |
| IVe         | 11 juillet 1968 | 1er avril 1973 | Paul Cermolacce       | PCF             | |
| Ve          | 2 avril 1973    | 2 avril 1978   | Paul Cermolacce       | PCF             | |
| VIe         | 3 avril 1978    | 22 mai 1981    | Jeanine Porte         | PCF             | Mandat écourté à la suite d'une dissolution parlementaire décidée par François Mitterrand.                                                                     |
| VIIe        | 2 juillet 1981  | 1er avril 1986 | Jean-Jacques Léonetti | PS              | |
| VIIIe       | 2 avril 1986    | 14 mai 1988    | Aucun                 | Aucun           | Proportionnelle par département, pas de député par circonscription. Mandat écourté à la suite d'une dissolution parlementaire décidée par François Mitterrand. |
| IXe         | 23 juin 1988    | 1er avril 1993 | Michel Pezet          | PS              | |
| Xe          | 2 avril 1993    | 21 avril 1997  | Bernard Leccia        | RPR             | Adjoint au maire de Marseille Mandat écourté à la suite d'une dissolution parlementaire décidée par Jacques Chirac.                                            |
| XIe         | 12 juin 1997    | 18 juin 2002   | Sylvie Andrieux       | PS              | |
| XIIe        | 19 juin 2002    | 19 juin 2007   | Sylvie Andrieux       | PS              | Vice-présidente du Conseil régional de Provence-Alpes-Côte d'Azur                                                                                              |
| XIIIe       | 20 juin 2007    | 19 juin 2012   | Sylvie Andrieux       | PS              | Conseillère municipale de Marseille |
| XIVe        | 20 juin 2012    | 20 juin 2017   | Henri Jibrayel        | PS              | Conseiller municipal de Marseille, conseiller départemental des Bouches-du-Rhône                                                                               |
| XVe         | 21 juin 2017    | 21 juin 2022   | Saïd Ahamada          | LREM            | Conseiller municipal d'arrondissement du Huitième secteur de Marseille                                                                                         |
| XVIe        | 22 juin 2022    | 9 juin 2024    | Sébastien Delogu      | LFI-NUPES       | Mandat écourté à la suite d'une dissolution parlementaire décidée par Emmanuel Macron.                                                                         |
| XVIIe       | 8 juillet 2024  | En cours       | Sébastien Delogu      | LFI-NFP         | |

## Historique des élections

### Avant le redécoupage de 1986

#### Élections législatives de 1958
| Candidat       | Candidat                | Parti          | Premier tour | Premier tour | Second tour | Second tour |  |
| Candidat       | Candidat                | Parti          | Voix         | %            | Voix        | %           |  |
| -------------- | ----------------------- | -------------- | ------------ | ------------ | ----------- | ----------- |  |
|                | Paul Cermolacce élu     | PCF            | 13 269       | 36,44        | 14 266      | 38,22       |  |
|                | Dominique Tramoni       | SFIO           | 9 968        | 27,38        | 12 177      | 32,62       |  |
|                | Joseph Barbier          | UNR            | 7 987        | 21,94        | 10 887      | 29,16       |  |
|                | Pierre Marquand-Gairard | CR             | 4 584        | 12,59        | Retrait     | Retrait     |  |
|                | Joseph Benetti          | UFF            | 604          | 1,66         |             |             |  |
|                |                         |                |              |              |             |             |  |
| Inscrits       | Inscrits                | Inscrits       | 53 313       | 100,00       | 53 260      | 100,00      |  |
| Abstentions    | Abstentions             | Abstentions    | 16 051       | 30,11        | 15 379      | 28,88       |  |
| Votants        | Votants                 | Votants        | 37 262       | 69,89        | 37 881      | 71,12       |  |
| Blancs et nuls | Blancs et nuls          | Blancs et nuls | 850          | 2,28         | 551         | 1,45        |  |
| Exprimés       | Exprimés                | Exprimés       | 36 412       | 97,72        | 37 330      | 98,55       |  |

Le suppléant de Paul Cermolacce était Henri Pagès, employé, ancien commandant FFI, conseiller général, conseiller municipal de Marseille.

#### Élections législatives de 1962
| Candidat       | Candidat                      | Parti          | Premier tour | Premier tour | Second tour | Second tour |  |
| Candidat       | Candidat                      | Parti          | Voix         | %            | Voix        | %           |  |
| -------------- | ----------------------------- | -------------- | ------------ | ------------ | ----------- | ----------- |  |
|                | Paul Cermolacce sortant réélu | PCF            | 12 828       | 41,87        | 17 382      | 56,97       |  |
|                | Paul Gaillet                  | UNR-UDT        | 7 817        | 25,52        | 13 130      | 43,03       |  |
|                | Dominique Tramoni             | SFIO           | 6 357        | 20,75        | Retrait     | Retrait     |  |
|                | Roger Goudon                  | MRP            | 2 788        | 9,1          | Retrait     | Retrait     |  |
|                | Robert Michaud                | Radcent        | 846          | 2,76         |             |             |  |
|                |                               |                |              |              |             |             |  |
| Inscrits       | Inscrits                      | Inscrits       | 53 849       | 100,00       | 53 308      | 100,00      |  |
| Abstentions    | Abstentions                   | Abstentions    | 22 681       | 42,12        | 21 048      | 39,48       |  |
| Votants        | Votants                       | Votants        | 31 168       | 57,88        | 32 260      | 60,52       |  |
| Blancs et nuls | Blancs et nuls                | Blancs et nuls | 532          | 1,71         | 1 748       | 5,42        |  |
| Exprimés       | Exprimés                      | Exprimés       | 30 636       | 98,29        | 30 512      | 94,58       |  |

Le suppléant de Paul Cermolacce était Henri Pagès, employé des PTT, conseiller général (jusqu'en 1964), conseiller municipal de Marseille.

#### Élections législatives de 1967
| Candidat       | Candidat                      | Parti                     | Premier tour | Premier tour | Second tour | Second tour |  |
| Candidat       | Candidat                      | Parti                     | Voix         | %            | Voix        | %           |  |
| -------------- | ----------------------------- | ------------------------- | ------------ | ------------ | ----------- | ----------- |  |
|                | Paul Cermolacce sortant réélu | PCF                       | 14 654       | 40,61        | 21 494      | 61,99       |  |
|                | Maurice Gastal                | UD-Ve                     | 7 960        | 22,06        | 13 178      | 38,01       |  |
|                | Marcel Paoli                  | FGDS (Radical)            | 6 604        | 18,3         | Retrait     | Retrait     |  |
|                | Charles Escure                | Divers droite (Gaulliste) | 2 259        | 6,26         |             |             |  |
|                | Jacques Zattara               | CD (PDM)                  | 2 177        | 6,03         |             |             |  |
|                | Inconnu                       | ARLP                      | 1 663        | 4,61         |             |             |  |
|                | Jean Nicolaï                  | Extrême gauche            | 771          | 2,14         |             |             |  |
|                |                               |                           |              |              |             |             |  |
| Inscrits       | Inscrits                      | Inscrits                  | 53 060       | 100,00       | 53 055      | 100,00      |  |
| Abstentions    | Abstentions                   | Abstentions               | 16 147       | 30,43        | 16 737      | 31,55       |  |
| Votants        | Votants                       | Votants                   | 36 913       | 69,57        | 36 318      | 68,45       |  |
| Blancs et nuls | Blancs et nuls                | Blancs et nuls            | 825          | 2,23         | 1 646       | 4,53        |  |
| Exprimés       | Exprimés                      | Exprimés                  | 36 088       | 97,77        | 34 672      | 95,47       |  |

Le suppléant de Paul Cermolacce était Roger Donadio, métallurgiste, conseiller général du canton de Marseille-La Belle-de-Mai.

#### Élections législatives de 1968
| Candidat       | Candidat                      | Parti          | Premier tour | Premier tour | Second tour | Second tour |  |
| Candidat       | Candidat                      | Parti          | Voix         | %            | Voix        | %           |  |
| -------------- | ----------------------------- | -------------- | ------------ | ------------ | ----------- | ----------- |  |
|                | Paul Cermolacce sortant réélu | PCF            | 13 402       | 38,01        | 17 313      | 52,05       |  |
|                | Donat Tafani                  | UDR (URP)      | 12 116       | 34,36        | 15 951      | 47,95       |  |
|                | Marcel Paoli                  | FGDS (Radical) | 4 950        | 14,04        |             |             |  |
|                | Pierre Beteille               | CD (PDM)       | 3 769        | 10,69        |             |             |  |
|                | Georges Jeuland               | PSU            | 1 026        | 2,91         |             |             |  |
|                |                               |                |              |              |             |             |  |
| Inscrits       | Inscrits                      | Inscrits       | 51 530       | 100,00       | 51 531      | 100,00      |  |
| Abstentions    | Abstentions                   | Abstentions    | 15 777       | 30,62        | 17 034      | 33,06       |  |
| Votants        | Votants                       | Votants        | 35 753       | 69,38        | 34 497      | 66,94       |  |
| Blancs et nuls | Blancs et nuls                | Blancs et nuls | 490          | 1,37         | 1 233       | 3,57        |  |
| Exprimés       | Exprimés                      | Exprimés       | 35 263       | 98,63        | 33 264      | 96,43       |  |

Roger Donadio était le suppléant de Paul Cermolacce.

#### Élections législatives de 1973
| Candidat       | Candidat                      | Parti          | Premier tour | Premier tour | Second tour | Second tour |  |
| Candidat       | Candidat                      | Parti          | Voix         | %            | Voix        | %           |  |
| -------------- | ----------------------------- | -------------- | ------------ | ------------ | ----------- | ----------- |  |
|                | Paul Cermolacce sortant réélu | PCF            | 14 196       | 41,26        | 20 198      | 60,2        |  |
|                | Marcel Paoli                  | MRG (UGSD)     | 7 881        | 22,91        | Retrait     | Retrait     |  |
|                | Donat Tafani                  | UDR (URP)      | 7 393        | 21,49        | 13 353      | 39,8        |  |
|                | Gérard Montauban              | Rad (MR)       | 3 385        | 9,84         |             |             |  |
|                | Jean-Baptiste Cianfarani      | FN             | 1 552        | 4,51         |             |             |  |
|                |                               |                |              |              |             |             |  |
| Inscrits       | Inscrits                      | Inscrits       | 49 724       | 100,00       | 49 725      | 100,00      |  |
| Abstentions    | Abstentions                   | Abstentions    | 14 481       | 29,12        | 14 591      | 29,34       |  |
| Votants        | Votants                       | Votants        | 35 243       | 70,88        | 35 134      | 70,66       |  |
| Blancs et nuls | Blancs et nuls                | Blancs et nuls | 836          | 2,37         | 1 583       | 4,51        |  |
| Exprimés       | Exprimés                      | Exprimés       | 34 407       | 97,63        | 33 551      | 95,49       |  |

Roger Donadio était le suppléant de Paul Cermolacce.

#### Élections législatives de 1978
| Candidat       | Candidat             | Parti                | Premier tour | Premier tour | Second tour | Second tour |  |
| Candidat       | Candidat             | Parti                | Voix         | %            | Voix        | %           |  |
| -------------- | -------------------- | -------------------- | ------------ | ------------ | ----------- | ----------- |  |
|                | Jeanine Porte élue   | PCF                  | 13 907       | 37,09        | 21 000      | 58,84       |  |
|                | Jules Rocca-Serra    | PS                   | 8 504        | 24,08        | Retrait     | Retrait     |  |
|                | Pierre Castel        | RPR                  | 6 722        | 19,04        | 14 692      | 41,16       |  |
|                | Jean Marc Gazagnaire | UDF (Rad)            | 4 593        | 13,01        |             |             |  |
|                | Henri Roche          | MDD                  | 1 158        | 3,28         |             |             |  |
|                | Gérard Barelier      | FN                   | 406          | 1,15         |             |             |  |
|                | Jocelyn Bibrac       | LO                   | 398          | 1,13         |             |             |  |
|                | Marie-Claude Tordo   | Extrême gauche (OCT) | 333          | 0,94         |             |             |  |
|                | Jean-Jacques Bosc    | UOPDP                | 98           | 0,28         |             |             |  |
|                |                      |                      |              |              |             |             |  |
| Inscrits       | Inscrits             | Inscrits             | 49 068       | 100,00       | 49 008      | 100,00      |  |
| Abstentions    | Abstentions          | Abstentions          | 13 047       | 26,59        | 12 202      | 24,9        |  |
| Votants        | Votants              | Votants              | 36 021       | 73,41        | 36 806      | 75,1        |  |
| Blancs et nuls | Blancs et nuls       | Blancs et nuls       | 712          | 1,98         | 1 114       | 3,03        |  |
| Exprimés       | Exprimés             | Exprimés             | 35 309       | 98,02        | 35 692      | 96,97       |  |

Roger Donadio était le suppléant de Jeanine Porte.

#### Élections législatives de 1981
| Candidat           | Candidat                  | Parti          | Premier tour | Premier tour | Second tour | Second tour |  |
| Candidat           | Candidat                  | Parti          | Voix         | %            | Voix        | %           |  |
| ------------------ | ------------------------- | -------------- | ------------ | ------------ | ----------- | ----------- |  |
|                    | Jean-Jacques Léonetti élu | PS             | 9 687        | 35,18        | 17 586      | 65,29       |  |
|                    | Jeanine Porte sortante    | PCF            | 9 413        | 34,19        | Retrait     | Retrait     |  |
|                    | Francis Cousigné          | UDF (CDS)      | 6 170        | 22,41        | 9 351       | 34,71       |  |
|                    | Gérard Teyssier           | FRP            | 1 085        | 3,94         |             |             |  |
|                    | Henri Roche               | MDD            | 699          | 2,54         |             |             |  |
|                    | Gérard Barelier           | FN             | 479          | 1,74         |             |             |  |
|                    |                           |                |              |              |             |             |  |
| Inscrits           | Inscrits                  | Inscrits       | 47 625       | 100,00       | 47 626      | 100,00      |  |
| Abstentions        | Abstentions               | Abstentions    | 19 751       | 41,47        | 19 745      | 41,46       |  |
| Votants            | Votants                   | Votants        | 27 874       | 58,53        | 27 881      | 58,54       |  |
| Blancs et nuls     | Blancs et nuls            | Blancs et nuls | 341          | 1,22         | 944         | 3,39        |  |
| Exprimés           | Exprimés                  | Exprimés       | 27 533       | 98,78        | 26 937      | 96,61       |  |
| Source : Data.gouv |                           |                |              |              |             |             |  |

Marie-Arlette Carlotti, comptable, était la suppléante de Jean-Jacques Léonetti.

### Depuis le redécoupage de 1986

#### Élections législatives de 1988
| Candidat       | Candidat         | Parti          | Premier tour | Premier tour | Second tour | Second tour |  |
| Candidat       | Candidat         | Parti          | Voix         | %            | Voix        | %           |  |
| -------------- | ---------------- | -------------- | ------------ | ------------ | ----------- | ----------- |  |
|                | Pascal Arrighi   | FN             | 11 245       | 34,41        | 15 087      | 42,55       |  |
|                | Michel Pezet élu | PS             | 10 301       | 31,52        | 20 370      | 57,45       |  |
|                | Jeanine Porte    | PCF            | 6 923        | 21,18        |             |             |  |
|                | Jacques Lalain   | RPR (URC)      | 4 211        | 12,89        |             |             |  |
|                |                  |                |              |              |             |             |  |
| Inscrits       | Inscrits         | Inscrits       | 56 584       | 100,00       | 56 584      | 100,00      |  |
| Abstentions    | Abstentions      | Abstentions    | 23 472       | 41,48        | 20 072      | 35,47       |  |
| Votants        | Votants          | Votants        | 33 112       | 58,52        | 36 512      | 64,53       |  |
| Blancs et nuls | Blancs et nuls   | Blancs et nuls | 432          | 1,3          | 1 055       | 2,89        |  |
| Exprimés       | Exprimés         | Exprimés       | 32 680       | 98,7         | 35 457      | 97,11       |  |

Lucien Weygand, commerçant, conseiller général du canton de Marseille-La Rose, était suppléant de Michel Pezet.

#### Élections législatives de 1993
| Candidat       | Candidat             | Parti                      | Premier tour | Premier tour | Second tour | Second tour |  |
| Candidat       | Candidat             | Parti                      | Voix         | %            | Voix        | %           |  |
| -------------- | -------------------- | -------------------------- | ------------ | ------------ | ----------- | ----------- |  |
|                | Maurice Gros         | FN                         | 8 039        | 28,52        | 10 714      | 44,91       |  |
|                | Bernard Leccia élu   | RPR (UPF)                  | 6 553        | 23,25        | 13 140      | 55,09       |  |
|                | Jeanine Porte        | PCF                        | 4 825        | 17,12        |             |             |  |
|                | Michel Pezet sortant | PS (ADFP)                  | 3 808        | 13,51        |             |             |  |
|                | Pierre Rastoin       | Divers gauche (Maj. prés.) | 2 061        | 7,31         |             |             |  |
|                | Jean-Claude Badih    | Les Verts (EÉ)             | 1 319        | 4,68         |             |             |  |
|                | Renée Canu           | LT-LNÉ                     | 961          | 3,41         |             |             |  |
|                | Danièle Pecout       | LO                         | 374          | 1,33         |             |             |  |
|                | Corinne Raynaud      | PT                         | 243          | 0,86         |             |             |  |
|                |                      |                            |              |              |             |             |  |
| Inscrits       | Inscrits             | Inscrits                   | 52 009       | 100,00       | 52 009      | 100,00      |  |
| Abstentions    | Abstentions          | Abstentions                | 22 712       | 43,67        | 24 918      | 47,91       |  |
| Votants        | Votants              | Votants                    | 29 297       | 56,33        | 27 091      | 52,09       |  |
| Blancs et nuls | Blancs et nuls       | Blancs et nuls             | 1 114        | 3,8          | 3 237       | 11,95       |  |
| Exprimés       | Exprimés             | Exprimés                   | 28 183       | 96,2         | 23 854      | 88,05       |  |

Paul Méfret, conseiller municipal de Marseille, était le suppléant de Bernard Leccia.

#### Élections législatives de 1997
| Candidat                     | Candidat               | Parti                  | Premier tour | Premier tour | Second tour | Second tour |  |
| Candidat                     | Candidat               | Parti                  | Voix         | %            | Voix        | %           |  |
| ---------------------------- | ---------------------- | ---------------------- | ------------ | ------------ | ----------- | ----------- |  |
|                              | Maurice Gros           | FN                     | 8 744        | 31,23        | 12 305      | 42,38       |  |
|                              | Sylvie Andrieux élue   | PS                     | 6 614        | 23,62        | 16 730      | 57,62       |  |
|                              | Francis Caccinttolo    | PCF                    | 5 309        | 18,96        |             |             |  |
|                              | Bernard Leccia sortant | RPR                    | 4 357        | 15,56        |             |             |  |
|                              | Sylvie Ingoglia        | Divers écologiste (GÉ) | 900          | 3,21         |             |             |  |
|                              | Danièle Pecout         | Extrême gauche (LO)    | 626          | 2,24         |             |             |  |
|                              | Robert Roatta          | LT-LNÉ                 | 397          | 1,42         |             |             |  |
|                              | Mohamed Choucha        | Divers gauche (IR)     | 364          | 1,30         |             |             |  |
|                              | Vincent Vidal          | LDI (CNIP)             | 239          | 0,85         |             |             |  |
|                              | Josselyne Vicomte      | Divers gauche          | 166          | 0,59         |             |             |  |
|                              | André Vellutini        | Divers écologiste      | 131          | 0,47         |             |             |  |
|                              | Marie Gandolfi         | MDC                    | 100          | 0,36         |             |             |  |
|                              | Ali Saïdi              | Divers                 | 52           | 0,19         |             |             |  |
|                              |                        |                        |              |              |             |             |  |
| Inscrits                     | Inscrits               | Inscrits               | 46 977       | 100,00       | 46 977      | 100,00      |  |
| Abstentions                  | Abstentions            | Abstentions            | 18 242       | 38,83        | 16 167      | 34,41       |  |
| Votants                      | Votants                | Votants                | 28 735       | 61,17        | 30 810      | 65,59       |  |
| Blancs et nuls               | Blancs et nuls         | Blancs et nuls         | 736          | 2,56         | 1 775       | 5,76        |  |
| Exprimés                     | Exprimés               | Exprimés               | 27 999       | 97,44        | 29 035      | 94,24       |  |
| Source : Assemblée nationale |                        |                        |              |              |             |             |  |

Le suppléant de Sylvie Andrieux était Gilbert Soulet, retraité de la SNCF.

#### Élections législatives de 2002
| Candidat       | Candidat                        | Parti             | Premier tour | Premier tour | Second tour | Second tour |  |
| Candidat       | Candidat                        | Parti             | Voix         | %            | Voix        | %           |  |
| -------------- | ------------------------------- | ----------------- | ------------ | ------------ | ----------- | ----------- |  |
|                | Sylvie Andrieux sortante réélue | PS                | 9 514        | 36,01        | 14 105      | 63,07       |  |
|                | Stéphane Ravier                 | FN                | 6 869        | 26           | 8 259       | 36,93       |  |
|                | Marie-Jeanne Fay-Bocognani      | UMP               | 4 984        | 18,87        |             |             |  |
|                | Charles Hoareau                 | LCR               | 1 117        | 4,23         |             |             |  |
|                | Hubert Fayard                   | MNR               | 1 108        | 4,19         |             |             |  |
|                | Lucien Weygand                  | Divers gauche     | 781          | 2,96         |             |             |  |
|                | TaharRahmani                    | Divers gauche     | 407          | 1,54         |             |             |  |
|                | Arezki Selloum                  | RPF               | 387          | 1,46         |             |             |  |
|                | Adamo Doumbia                   | Pôle républicain  | 283          | 1,07         |             |             |  |
|                | Danièle Pecout                  | LO                | 259          | 0,98         |             |             |  |
|                | Christophe Pistoresi            | LT-LNÉ            | 231          | 0,87         |             |             |  |
|                | Hassani Aboudou                 | Divers            | 148          | 0,56         |             |             |  |
|                | Danièle Marzo                   | Divers écologiste | 147          | 0,56         |             |             |  |
|                | Florence Duport                 | GÉ                | 98           | 0,37         |             |             |  |
|                | Colette Kassemian               | MÉI               | 84           | 0,32         |             |             |  |
|                | Mohamed Laqhila                 | Les Verts         | 0            | 0            |             |             |  |
|                |                                 |                   |              |              |             |             |  |
| Inscrits       | Inscrits                        | Inscrits          | 46 649       | 100,00       | 46 636      | 100,00      |  |
| Abstentions    | Abstentions                     | Abstentions       | 19 778       | 42,4         | 23 120      | 49,58       |  |
| Votants        | Votants                         | Votants           | 26 871       | 57,6         | 23 516      | 50,42       |  |
| Blancs et nuls | Blancs et nuls                  | Blancs et nuls    | 454          | 1,69         | 1 152       | 4,9         |  |
| Exprimés       | Exprimés                        | Exprimés          | 26 417       | 98,31        | 22 364      | 95,1        |  |

Le suppléant de Sylvie Andrieux était Garo Hovsepian, maire du 7ème secteur de Marseille.

#### Élections législatives de 2007
| Candidat       | Candidat                        | Parti          | Premier tour | Premier tour | Second tour | Second tour |  |
| Candidat       | Candidat                        | Parti          | Voix         | %            | Voix        | %           |  |
| -------------- | ------------------------------- | -------------- | ------------ | ------------ | ----------- | ----------- |  |
|                | Sylvie Andrieux sortante réélue | PS             | 10 002       | 38,59        | 14 874      | 57,79       |  |
|                | Nora Remadnia-Preziosi          | UMP            | 7 865        | 30,34        | 10 866      | 42,21       |  |
|                | Stéphane Ravier                 | FN             | 3 066        | 11,83        |             |             |  |
|                | Haouaria Hadj-Chikh             | PCF            | 1 373        | 5,3          |             |             |  |
|                | Mohamed Laqhila                 | UDF–MoDem      | 969          | 3,74         |             |             |  |
|                | Camille Roux                    | Divers gauche  | 507          | 1,96         |             |             |  |
|                | Nicole Cantrel                  | MPF            | 460          | 1,77         |             |             |  |
|                | Claude Nassur                   | Divers gauche  | 332          | 1,28         |             |             |  |
|                | Flora Boulay                    | Les Verts      | 329          | 1,27         |             |             |  |
|                | Alain Vauzelle                  | MNR            | 295          | 1,14         |             |             |  |
|                | Josiane Giordano                | MHAN           | 201          | 0,78         |             |             |  |
|                | Hassan Benamar                  | Divers droite  | 185          | 0,71         |             |             |  |
|                | Danièle Pecout                  | LO             | 167          | 0,64         |             |             |  |
|                | Aimé Guenoun                    | GÉ             | 102          | 0,39         |             |             |  |
|                | Isabelle Kurbetz                | Divers         | 66           | 0,25         |             |             |  |
|                |                                 |                |              |              |             |             |  |
| Inscrits       | Inscrits                        | Inscrits       | 52 038       | 100,00       | 52 030      | 100,00      |  |
| Abstentions    | Abstentions                     | Abstentions    | 25 635       | 49,26        | 25 498      | 49,01       |  |
| Votants        | Votants                         | Votants        | 26 403       | 50,74        | 26 532      | 50,99       |  |
| Blancs et nuls | Blancs et nuls                  | Blancs et nuls | 484          | 1,83         | 792         | 2,99        |  |
| Exprimés       | Exprimés                        | Exprimés       | 25 919       | 98,17        | 25 740      | 97,01       |  |

Le suppléant de Sylvie Andrieux était Garo Hovsepian.

#### Élections législatives de 2012
| Candidat       | Candidat                     | Parti                    | Premier tour | Premier tour | Second tour | Second tour |  |
| Candidat       | Candidat                     | Parti                    | Voix         | %            | Voix        | %           |  |
| -------------- | ---------------------------- | ------------------------ | ------------ | ------------ | ----------- | ----------- |  |
|                | Henri Jibrayel sortant réélu | PS                       | 8 244        | 27,51        | 17 034      | 62,34       |  |
|                | Bernard Marandat             | RBM (FN)                 | 7 098        | 23,69        | 10 292      | 37,66       |  |
|                | Karim Zéribi                 | EÉLV                     | 6 450        | 21,53        |             |             |  |
|                | Jean-Marc Coppola            | FG (PCF) (Divers gauche) | 3 482        | 11,62        |             |             |  |
|                | Sonia Léon                   | NC (UMP)                 | 2 484        | 8,29         |             |             |  |
|                | Claude Nassur                | Divers gauche            | 493          | 1,65         |             |             |  |
|                | Salim Laïbi                  | Divers                   | 241          | 0,80         |             |             |  |
|                | Zoubida Meguenni             | NPA (GA, Résistance)     | 230          | 0,77         |             |             |  |
|                | Nadia Maoudj                 | LT-LNÉ                   | 213          | 0,71         |             |             |  |
|                | Michèle Carayon              | MNR (PDF, UDN)           | 199          | 0,66         |             |             |  |
|                | Eddy Camilleri               | UDR                      | 150          | 0,50         |             |             |  |
|                | Michèle Latil                | CpF (MoDem)              | 144          | 0,48         |             |             |  |
|                | Danièle Pécout               | LO                       | 138          | 0,46         |             |             |  |
|                | Pierre Bonnet                | MRC                      | 96           | 0,32         |             |             |  |
|                | Mourad Goual                 | RS                       | 93           | 0,31         |             |             |  |
|                | Claire Aymes                 | DLR                      | 68           | 0,23         |             |             |  |
|                | Ayette Boudelaa              | AÉI                      | 76           | 0,25         |             |             |  |
|                | Chérif Fahem                 | Divers gauche            | 63           | 0,21         |             |             |  |
|                | Magda Hadji                  | diss. PRG (GÉ)           | 1            | 0,00         |             |             |  |
|                | Nabil Kadri                  | Divers                   | 0            | 0,00         |             |             |  |
|                |                              |                          |              |              |             |             |  |
| Inscrits       | Inscrits                     | Inscrits                 | 63 082       | 100,00       | 63 071      | 100,00      |  |
| Abstentions    | Abstentions                  | Abstentions              | 32 642       | 51,75        | 34 518      | 54,73       |  |
| Votants        | Votants                      | Votants                  | 30 440       | 48,25        | 28 553      | 45,27       |  |
| Blancs et nuls | Blancs et nuls               | Blancs et nuls           | 477          | 1,57         | 1 227       | 4,3         |  |
| Exprimés       | Exprimés                     | Exprimés                 | 29 963       | 98,43        | 27 326      | 95,7        |  |

La suppléante de Henri Jibrayel était Annie Avanessian, gérante d'une auto-école.

#### Élections législatives de 2017
|                                                                                   | |                           |                           |                          |                          |
|                                                                                   | | Premier tour 11 juin 2017 | Premier tour 11 juin 2017 | Second tour 18 juin 2017 | Second tour 18 juin 2017 |
|                                                                                   | |                           |                           |                          |                          |
|                                                                                   | | Nombre                    | % des inscrits            | Nombre                   | % des inscrits           |
| Inscrits                                                                          | Inscrits | 65 450                    | 100,00                    | 65 444                   | 100,00                   |
| Abstentions                                                                       | Abstentions | 44 109                    | 67,39                     | 47 353                   | 72,36                    |
| Votants                                                                           | Votants | 21 341                    | 32,61                     | 18 091                   | 27,64                    |
|                                                                                   | |                           | % des votants             |                          | % des votants            |
| Bulletins blancs                                                                  | Bulletins blancs | 446                       | 2,09                      | 965                      | 5,33                     |
| Bulletins nuls                                                                    | Bulletins nuls | 127                       | 0,60                      | 312                      | 1,72                     |
| Suffrages exprimés                                                                | Suffrages exprimés                                                                                                  | 20 768                    | 97,32                     | 16 814                   | 92,94                    |
|                                                                                   | |                           |                           |                          |                          |
| Candidat Étiquette politique (partis et alliances)                                | Candidat Étiquette politique (partis et alliances)                                                                  | Voix                      | % des exprimés            | Voix                     | % des exprimés           |
|                                                                                   | |                           |                           |                          |                          |
|                                                                                   | Sophie Grech Front national                                                                                         | 4 789                     | 23,06                     | 6 996                    | 41,61                    |
|                                                                                   | Saïd Ahamada La République en marche                                                                                | 4 125                     | 19,86                     | 9 818                    | 58,39                    |
|                                                                                   | Henri Jibrayel (député sortant) Parti socialiste                                                                    | 3 511                     | 16,91                     |                          |                          |
|                                                                                   | Ouali Brinis La France insoumise                                                                                    | 3 064                     | 14,75                     |                          |                          |
|                                                                                   | Jean-Marc Coppola Parti communiste français                                                                         | 1 661                     | 8,00                      |                          |                          |
|                                                                                   | Arlette Fructus Union des démocrates et indépendants (Les Républicains)                                             | 1 121                     | 5,40                      |                          |                          |
|                                                                                   | Lydia Frentzel Europe Écologie Les Verts                                                                            | 551                       | 2,65                      |                          |                          |
|                                                                                   | Haouaria Hadj-Chikh Divers gauche (Mouvement des progressistes)                                                     | 533                       | 2,57                      |                          |                          |
|                                                                                   | Jean-Marc Corteggiani Debout la France                                                                              | 362                       | 1,74                      |                          |                          |
|                                                                                   | Nadia Zidane Divers (Union populaire républicaine)                                                                  | 288                       | 1,39                      |                          |                          |
|                                                                                   | Emea-Brigitte Vlaemynck Écologiste (Mouvement écologiste indépendant - Le Trèfle - Mouvement hommes animaux nature) | 235                       | 1,13                      |                          |                          |
|                                                                                   | Danièle Pécout Lutte ouvrière                                                                                       | 188                       | 0,91                      |                          |                          |
|                                                                                   | Albert Voguie Écologiste (Mouvement 100 %)                                                                          | 112                       | 0,54                      |                          |                          |
|                                                                                   | Youssouf Mohamed Écologiste (Mouvement 100 %)                                                                       | 102                       | 0,49                      |                          |                          |
|                                                                                   | Martine Dupuy Extrême gauche (Parti ouvrier indépendant démocratique)                                               | 95                        | 0,46                      |                          |                          |
|                                                                                   | Katia Yakoubi Divers gauche                                                                                         | 31                        | 0,15                      |                          |                          |
| Source : Ministère de l'Intérieur - Septième circonscription des Bouches-du-Rhône | |                           |                           |                          |                          |

La suppléante de Saïd Ahamada était Rachida Tir, assistante parlementaire.

#### Élections législatives de 2022
Les élections législatives françaises de 2022 se déroulent les dimanches 12 et 19 juin 2022.
| Résultats des élections législatives des 12 et 19 juin 2022 de la 7e circonscription des Bouches-du-Rhône |                          |                          |                          |              |              |             |             |
| Candidat                                                                                                  | Candidat                 | Parti et coalition       | Nuance                   | Premier tour | Premier tour | Second tour | Second tour |
| Candidat                                                                                                  | Candidat                 | Parti et coalition       | Nuance                   | Voix         | %            | Voix        | %           |
| | Sébastien Delogu         | LFI (NUPES)              | NUP                      | 6 904        | 37,88        | 11 960      | 64,68       |
| | Arezki Selloum           | RN                       | RN                       | 4 226        | 23,19        | 6 531       | 35,32       |
| | Saïd Ahamada             | LREM (ENS)               | ENS                      | 2 879        | 15,80        |             |             |
| | Nourdine Chabouni        | DIV                      | DIV                      | 1 058        | 5,81         |             |             |
| | Lorenzo Longo            | REC                      | REC                      | 897          | 4,92         |             |             |
| | Ali Amouche              | DVG (FGR)                | DVG                      | 730          | 4,01         |             |             |
| | Sandrine Bové            | LT-LNÉ (TUPV)            | ECO                      | 421          | 2,31         |             |             |
| | Raymond Deleria          | UDI (UDC)                | UDI                      | 294          | 1,61         |             |             |
| | Karima Zerouali          | UDMF                     | DIV                      | 248          | 1,36         |             |             |
| | Danièle Pécout           | LO                       | DXG                      | 184          | 1,01         |             |             |
| | Nadia Mersali            | EAC                      | REG                      | 167          | 0,92         |             |             |
| | Stéphane Pernice         | POID                     | DXG                      | 120          | 0,66         |             |             |
| | François Prové           | ECO                      | REG                      | 97           | 0,53         |             |             |
| | Jacobine Meuche          | ECO                      | ECO                      | 0            | 0,00         |             |             |
| Votes valides                                                                                             | Votes valides            | Votes valides            | Votes valides            | 18 225       | 97,66        | 18 491      | 95,33       |
| Votes blancs                                                                                              | Votes blancs             | Votes blancs             | Votes blancs             | 297          | 1,59         | 671         | 3,46        |
| Votes nuls                                                                                                | Votes nuls               | Votes nuls               | Votes nuls               | 140          | 0,75         | 234         | 1,21        |
| Total | Total                    | Total                    | Total                    | 18 662       | 100          | 19 396      | 100         |
| Abstention                                                                                                | Abstention               | Abstention               | Abstention               | 48 457       | 72,20        | 47 738      | 71,11       |
| Inscrits / participation                                                                                  | Inscrits / participation | Inscrits / participation | Inscrits / participation | 67 119       | 27,80        | 67 134      | 28,89       |

La suppléante de Sébastien Delogu était Farida Hamadi, commerciale.

#### Élections législatives de 2024
|                          | Sébastien Delogu         | LFI (NFP)                | UG                       | 21 124 | 59,67 |  |  |
|                          | Arezki Selloum           | RN                       | RN                       | 9 632  | 27,21 |  |  |
|                          | Hayat Atia               | RE (ENS)                 | ENS                      | 3 186  | 9,00  |  |  |
|                          | Hakim Benamrane          |                          | DVG                      | 660    | 1,86  |  |  |
|                          | Inès Albacete            | REC                      | REC                      | 481    | 1,36  |  |  |
|                          | Danièle Pécout           | LO                       | EXG                      | 319    | 0,90  |  |  |
|                          |                          |                          |                          |        |       |  |  |
| Suffrages exprimés       | Suffrages exprimés       | Suffrages exprimés       | Suffrages exprimés       | 35 402 | 97,87 |  |  |
| Votes blancs             | Votes blancs             | Votes blancs             | Votes blancs             | 527    | 1,46  |  |  |
| Votes nuls               | Votes nuls               | Votes nuls               | Votes nuls               | 245    | 0,68  |  |  |
| Total                    | Total                    | Total                    | Total                    | 36 174 | 100   |  |  |
| Abstention               | Abstention               | Abstention               | Abstention               | 32 915 | 47,64 |  |  |
| Inscrits / participation | Inscrits / participation | Inscrits / participation | Inscrits / participation | 69 089 | 52,36 |  |  |

La suppléante de Sébastien Delogu est Lilia Aziz.